# Topola osika

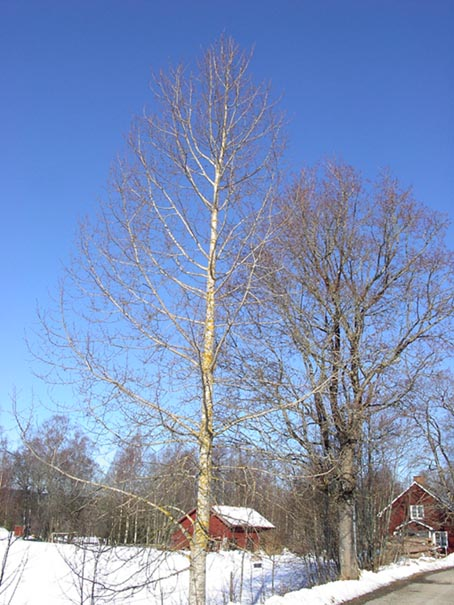
Pokrój młodego drzewa

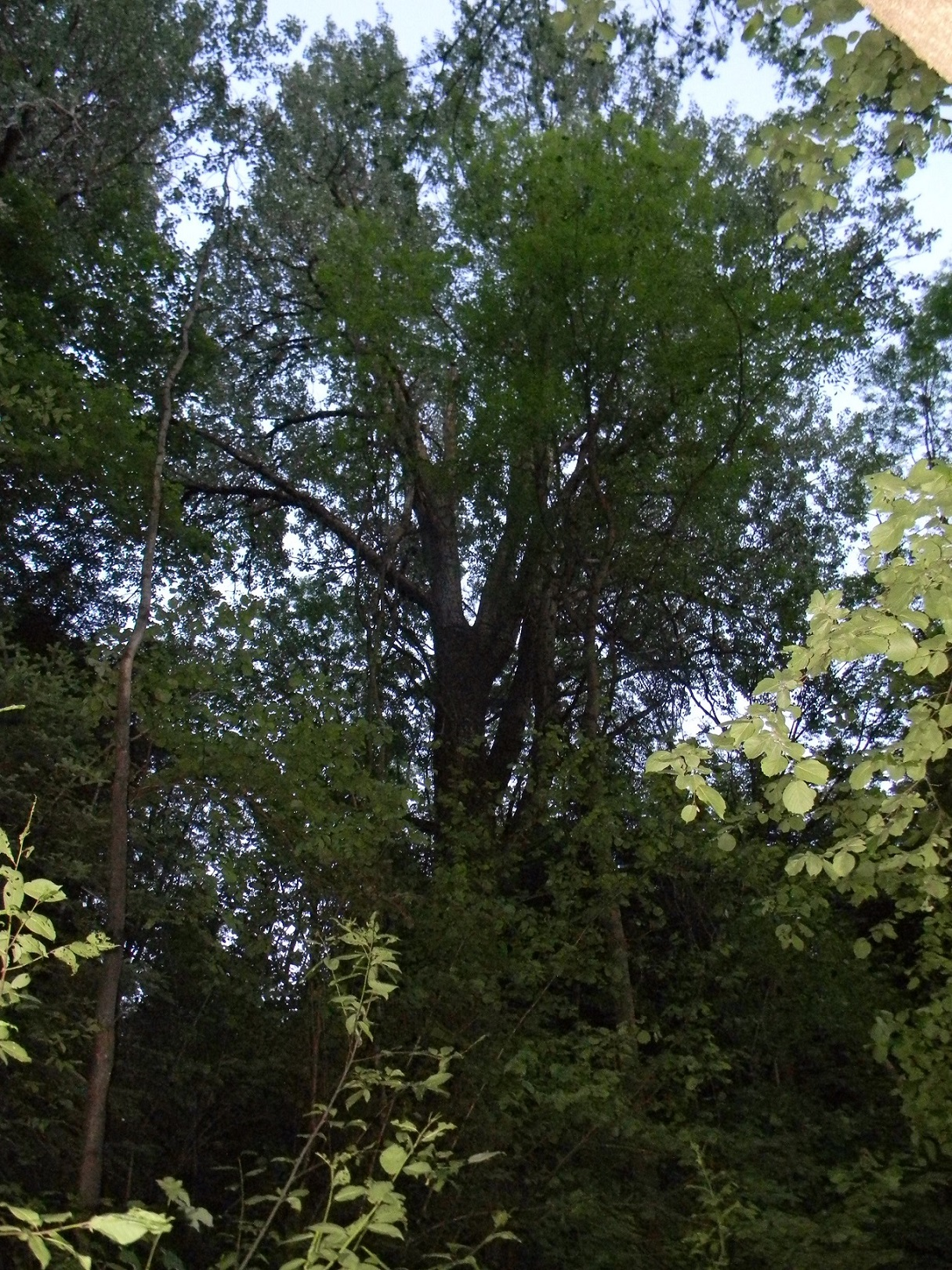
Topola osika z Jastwi – najstarszy i najgrubszy okaz gatunku w Polsce

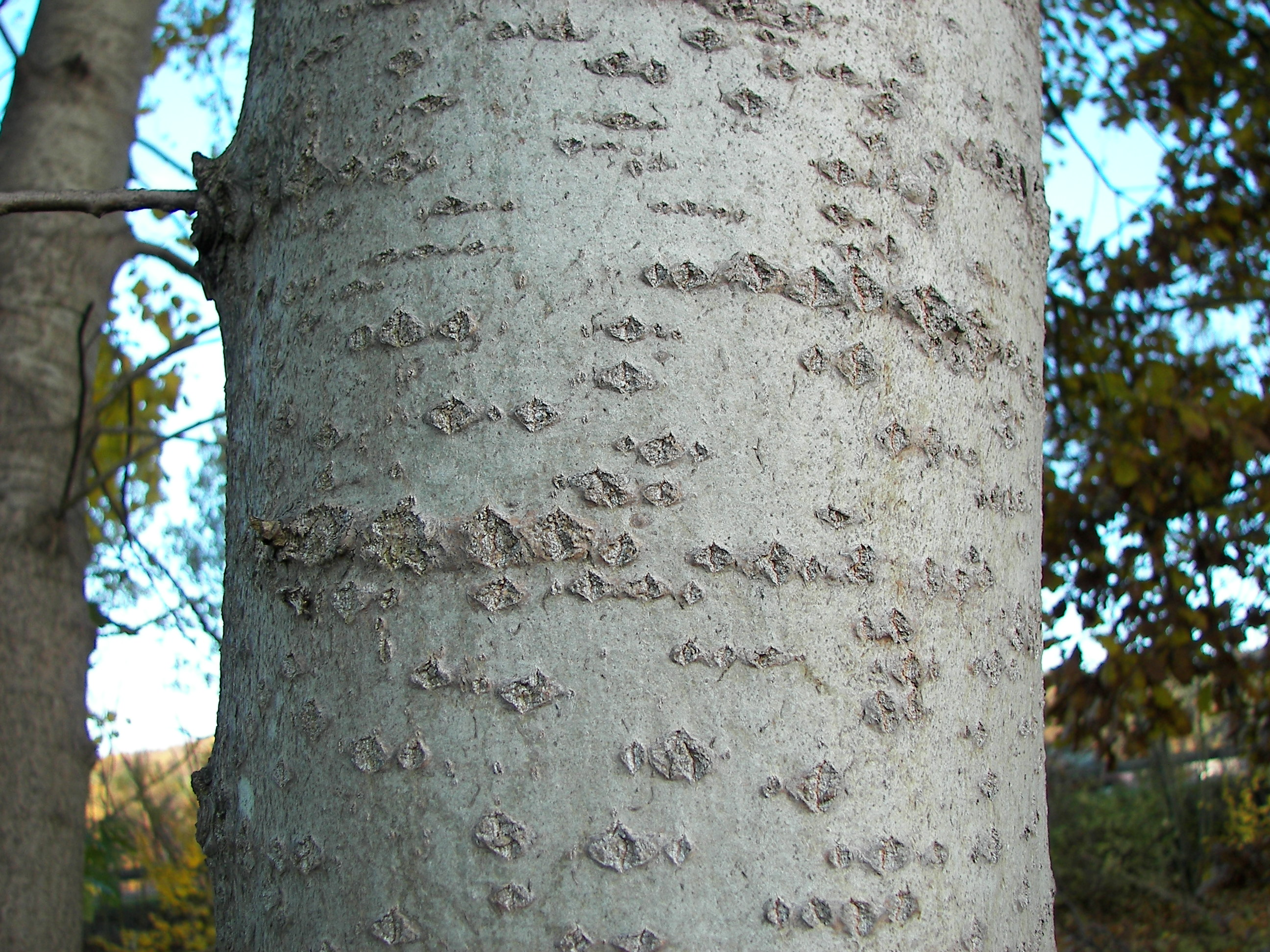
Korowina na pniu

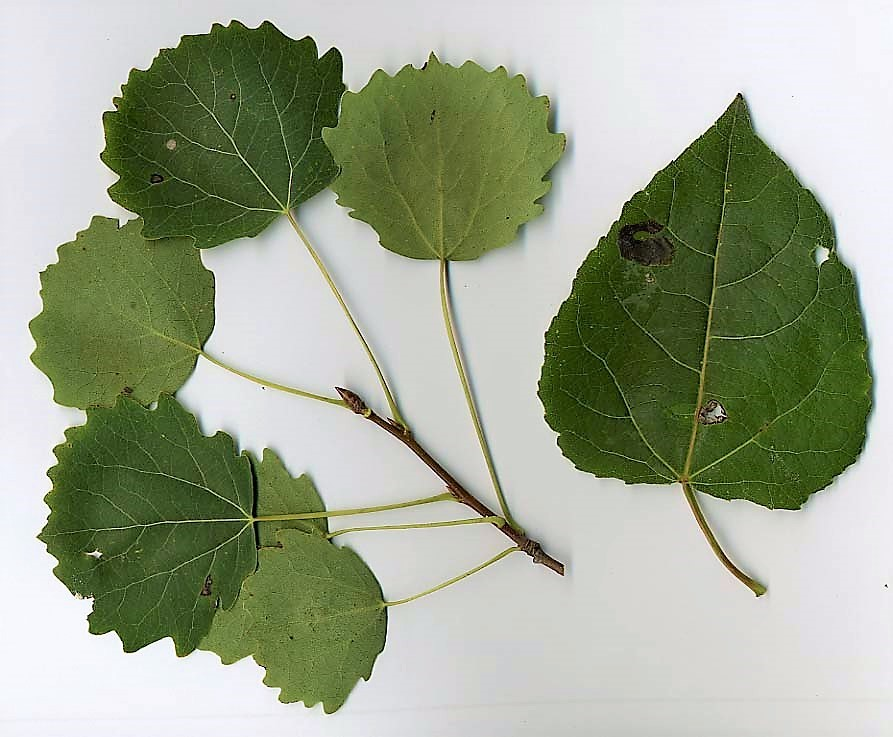
Po lewej: liście krótkopędowe. Po prawej: liść z długopędu młodej rośliny

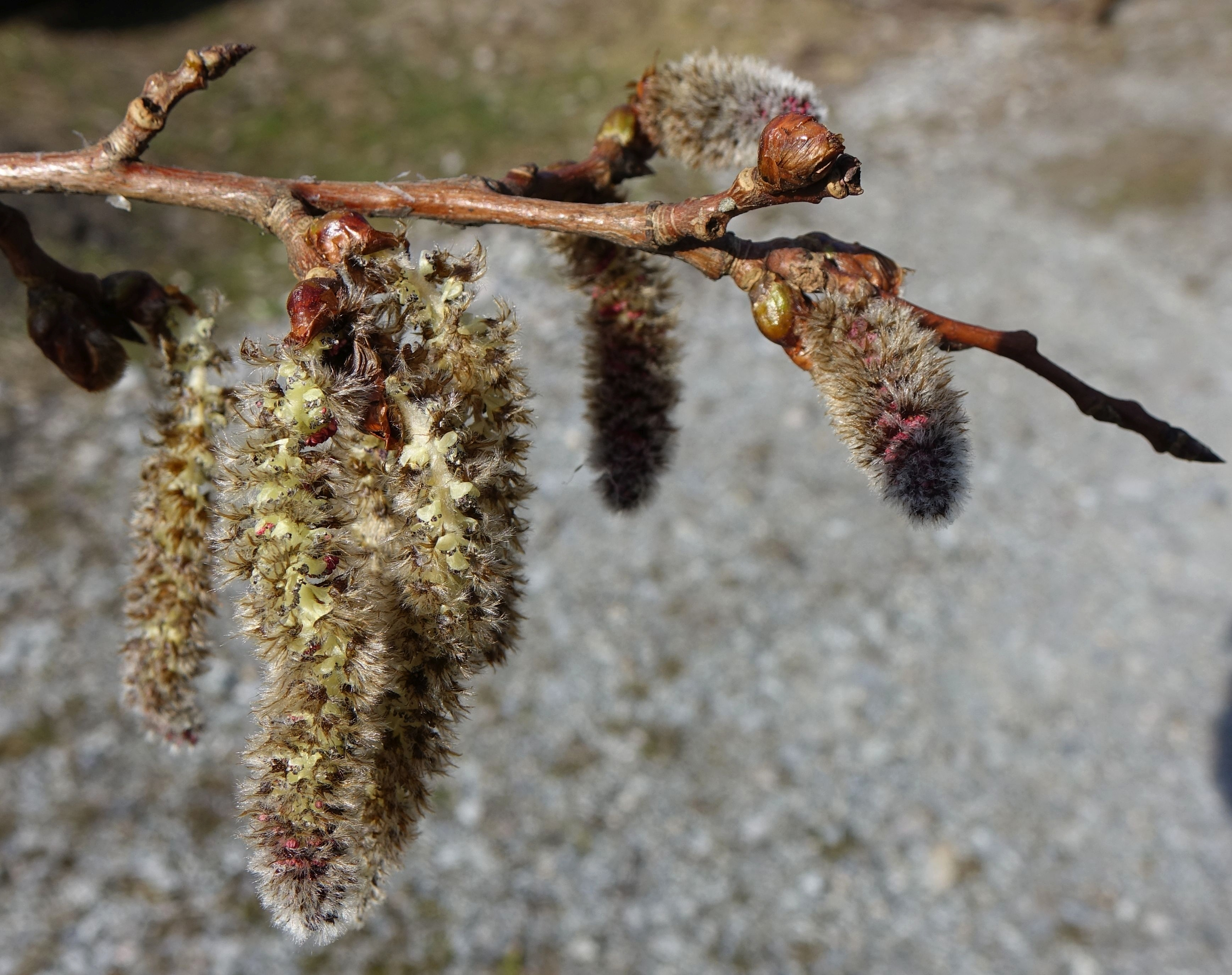
Kotki męskie

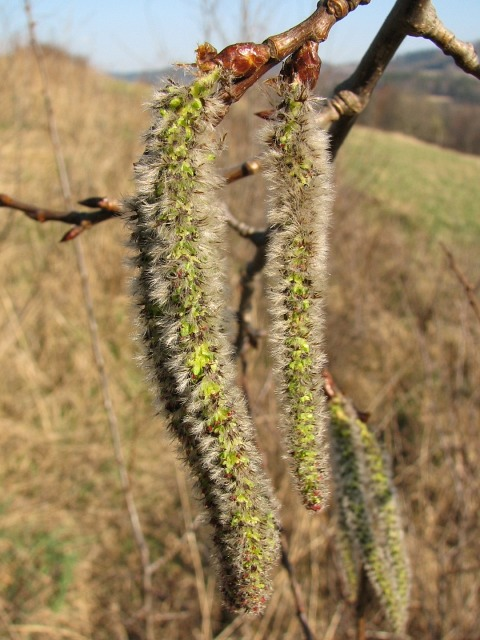
Kotki żeńskie

Topola osika, osika, topola drżąca (Populus tremula L.) – gatunek drzewa należący do rodziny wierzbowatych (Salicaceae). Najpospolitszy gatunek topoli w Polsce. Nie należy go mylić z topolą osikową (Populus tremuloides Michx.).

## Rozmieszczenie geograficzne
Szeroko rozprzestrzeniony gatunek euroazjatycki. Występuje w północnej Afryce, całej Europie aż po 70° szer. płn. oraz w Azji bez jej części południowej. W Polsce jest pospolita na całym obszarze.

## Morfologia
PokrójDrzewo osiąga wysokość do około 30 m. W pierśnicy osiąga do około 1 m. Posiada smukły pokrój. Jest to drzewo szybko rosnące, lecz krótkowieczne. Rzadko przekracza 100 lat życia. Najstarszą i najgrubszą osiką w Polsce jest należący do Lasów Państwowych okaz rosnący w Jastwi w gminie Dębno w województwie małopolskim. Drzewo to ma wysokość 37,5 m i obwód w pierśnicy 497 cm (2021 r.) Wiek tego okazu określono na 160–170 lat, co jest niespotykanym zjawiskiem w obrębie gatunku (zobacz też: topola osika z Jastwi). Najwyższa osika w Polsce, a być może także w Europie, rośnie w Białowieskim Parku Narodowym i osiąga ponad 41 m wysokości.
PieńWysoki, prosty, zaznacza się niemal do wierzchołka. Kora początkowo jasna, oliwkowokremowa i gładka z małymi czarnymi romboidalnymi przetchlinkami. W starszym wieku ciemnoszara i spękana w dolnej części.
PędyMłode gałązki są nagie, brunatne i połyskujące. Pędy skrócone liczne i wyraźne. Pączki stożkowate i ostro zakończone, lśniące (jakby lakierowane), ciemne, brunatne i nieco lepkie.
LiścieUlistnienie skrętoległe. Liście są prawie okrągłe. Mają długość do 10 cm. Są grubo i nierówno ząbkowane. Młode listki są pokryte szarym kutnerem, jednak wcześnie stają się nagie. Ogonek liściowy bocznie spłaszczony, wiotki i dłuższy od blaszki, dzięki czemu liście szeleszczą pod wpływem nawet niewielkiego wiatru. Liście na pędach odroślowych mają inny kształt; są sercowate, drobno piłkowane i zwykle większe.
KwiatyRoślina dwupienna – na jednym drzewie występują tylko kwiaty jednej płci – albo męskie, albo żeńskie. Zebrane są w kotki. Kotki męskie mają długość 5–8 cm, a ich kwiaty mają po 8-15 pręcików o purpurowych pylnikach. Ich ciemnobrązowe przysadki są głęboko palczasto wrębne i mają długie srebrzyste włoski. Kotki żeńskie w czasie kwitnienia mają długość 4–6 cm, w czasie owocowania wydłużają się do 8–12 cm. Słupki o dwóch karminowoczerwonych lub różowych znamionach, podzielonych na szerokie klapy. Kwitnie w marcu i kwietniu przed rozwojem liści. Jest wiatropylna.
NasionaZaopatrzone w długi, biały puch. Dojrzewają pod koniec maja lub na początku czerwca. Rozsiewane są przez wiatr (anemochoria).
KorzeńKorzeń palowy występuje tylko na młodych okazach, potem zanika. U starszych drzew system korzeniowy składa się z grubych korzeni bocznych wrastających zarówno w głąb gleby, jak i rozrastających się powierzchniowo.

## Biologia
DrewnoRozpierzchłonaczyniowe, miękkie i lekkie, niezróżnicowane na biel i twardziel. Ma biały kolor z lekkim zielonkawym odcieniem. Promieni drzewnych nie można dostrzec gołym okiem, natomiast słoje przyrostu rocznego są widoczne we wszystkich 3 płaszczyznach, szczególnie po namoczeniu wodą. Drewno osiki nazywane jest osiną, stąd określenie „osinowy kołek”.
RozwójW młodości rośnie szybko; roczne siewki dorastają do 60 cm, dwuletnie do 2 m. W wieku 10–15 lat osiąga wysokość ok. 15 m. Jest krótkowieczna – żyje do 100 lat, ale jej wzrost ustaje już w wieku 50–60 lat. Zaczyna owocować w wieku ok. 20 lat i owocuje corocznie. Rozmnaża się przede wszystkim za pomocą nasion, poza tym poprzez silne i liczne odrosty korzeniowe. Na młodych okazach często wytwarzane są odrośla korzeniowe, ale są nietrwałe. Zdolność kiełkowania nasion wynosi 85–100%, ale zachowują ją stosunkowo niedługo; w normalnych warunkach ok. 2-3 miesiące, przechowywane w niskiej temperaturze przez rok.

## Ekologia
- Siedlisko i wymagania: Rośnie w lasach i zaroślach na niżu i w górach. Swoim pionowym zasięgiem sięga wyżej niż buk; w Alpach aż do wysokości 1530 m n.p.m., w Karpatach do 1150 m, w Tatrach do 1425 m. Na południowych terenach swojego zasięgu występuje niemal wyłącznie w górach. Ma średnie wymagania glebowe (jest pod tym względem najmniej wymagająca wśród wszystkich gatunków topoli). Obumiera na glebach bardzo podmokłych albo bardzo suchych. Jest wytrzymała na mróz i upały, światłolubna. Gatunek pionierski – jako jeden z pierwszych gatunków drzew wyrasta na porębach, nieużytkach rolnych, pogorzeliskach. Na zajętych przez siebie terenach utrzymuje się długo, nawet jeśli warunki środowiska znacznie się zmieniają.
- Charakterystyka fitosocjologiczna: Występuje w licznych ekotypach. W klasyfikacji zbiorowisk roślinnych gatunek charakterystyczny dla związku zespołów (All.) Sambuco-Salicion[10].
- Gatunki powiązane: Jest jedyną rośliną żywicielską larw ginącego gatunku chrząszcza opiętka białowieskiego[11].

## Zmienność
Cechuje ją duża zmienność morfologiczna i fizjologiczna. Zróżnicowanie dotyczy m.in. pokroju, wielkości i kształtu liści, barwy kory oraz różnej odporności na choroby grzybowe.
Tworzy mieszańce z topolą białą – topola szara, Populus alba × tremula (P. × canescens (Aiton) Sm.), która jest wysokim drzewem (osiąga wysokość do 35 m) występującym głównie nad dużymi rzekami, np. Wisłą, Odrą razem z topolą białą. Mieszaniec ten posiada cechy morfologiczne pośrednie między gatunkami rodzicielskimi. Liście krótkopędów jajowate lub okrągławe, długopędów jajowato-sercowate, nieregularnie piłkowane, na spodniej stronie pokryte szarym kutnerem.
Odmiany uprawne:
- ‘Erecta’ – wąskokolumnowy klon męski. Posiada gałęzie, które rosną w górę z prostego pnia[5].
- ‘Gigas’ – występuje naturalnie w Szwecji. Jest to osika triploidalna, charakteryzująca się dużymi liśćmi, bardzo bujnym wzrostem oraz dużą odpornością na niszczącą drewno chorobę grzybową – zgniliznę rdzeniową.
- ‘Pendula’ – odmiana męska posiadająca sztywno zwisające gałęzie[5].
- ‘Tapiau’ – tzw. odmiana kaliningradzka. Odporna na trudne warunki siedliskowe.

## Zastosowanie
- Roślina lecznicza
  - Surowiec zielarski – zebrane wczesną wiosną pączki (Gemmae Populi). Zawierają glikozydy fenolowe (m.in. salicyna, populina), olejki eteryczne, garbniki, żywice, sole mineralne flawonoidy[12]
  - Działanie: moczopędne, słabo napotne, przeciwgorączkowe. Obniża poziom mocznika i innych szkodliwych metabolitów w organizmie. Podobne działanie mają również pączki topoli białej, balsamicznej i czarnej[12].
- Drewno używane jest do wyrobu zapałek, celulozy, różnorodnych sprzętów gospodarstwa domowego. Jako materiał opałowy ma średnią wartość energetyczną[potrzebny przypis]. Z osiki wytwarzano legendarne husarskie kopie[13][14][15][16]. Z czasów Augusta II zachował się opis kopii husarskiej: była blisko trzy sążnie długa, gruba u tuleii jak ramię, a lekka i składna. Drzewco miała z młodej prostej osiki, wydrążone u spodu, żółto pokostowane[17].
- Używana jest do rekultywacji hałd i wyrobisk[potrzebny przypis].

## Podania i legendy
- Osika owiana jest licznymi legendami. Według jednej z nich osika drży ze zgrozy od czasu, gdy Kain zabił Abla osikowym kołkiem.
- Na drzewie osiki, według niektórych legend, ukrzyżowano Chrystusa[potrzebny przypis].
- Na osice powiesić się miał Judasz[potrzebny przypis].
- Wampiry znane z legend i kultury można było unieszkodliwić wbiciem w serce kołka osikowego. Dlatego też Rzędzian w adaptacji filmowej powieści „Ogniem i mieczem” H. Sienkiewicza po zabiciu Horpyny użył jeszcze osikowego kołka, aby mieć pewność, że ta na pewno już nie wstanie.
- W południowo-wschodniej Polsce używano osikowych kołków do przybijana wieka trumny, co miało zapobiec wydostaniu się duchów zmarłych, które mogłyby w nocy nachodzić i straszyć ludzi[potrzebny przypis].
- W północno-wschodniej Polsce istniał żywy jeszcze przed II wojną światową przesąd, że wyrwanie osiki zwiastuje śmierć[18].

## Przypisy

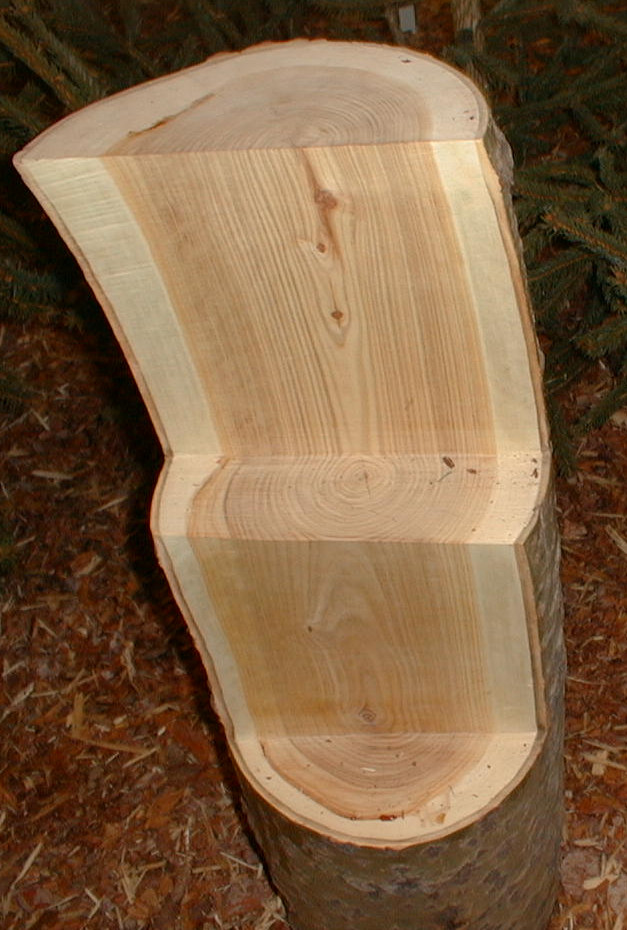
Drewno z widoczną fałszywą twardzielą